# Maison de la Truffe
La Maison de la Truffe  est une société spécialisée dans le commerce de la truffe et de ses produits dérivés. La Maison de la Truffe a été créée en 1932 par des courtiers en truffes de Carpentras pour vendre leurs produits directement aux parisiens,.
La Maison de la Truffe est reprise en 1978 par le cuisinier de formation Guy Monier qui transforme la boutique en épicerie de luxe, puis racheté en 2007 par le groupe Kaspia.